# Leon County (Texas)
Das Leon County ist ein County im Bundesstaat Texas der Vereinigten Staaten. Das U.S. Census Bureau hat bei der Volkszählung 2020 eine Einwohnerzahl von 15.719 ermittelt. Der Sitz der County-Verwaltung (County Seat) befindet sich in Centerville.

## Geographie
Das County liegt östlich des geographischen Zentrums von Texas, etwa auf halbem Weg zu Louisiana, und hat eine Fläche von 2798 Quadratkilometern, wovon 22 Quadratkilometer Wasserfläche sind. Es grenzt im Uhrzeigersinn an folgende Countys: Freestone County, Anderson County, Houston County, Madison County, Brazos County, Robertson County und Limestone County.

## Geschichte
Leon County wurde 1846 aus Teilen des Robertson County gebildet. Benannt wurde es nach Martin De Leon, dem Gründer der Stadt Victoria in Texas.
Ein Bauwerk im County ist im National Register of Historic Places („Nationales Verzeichnis historischer Orte“; NRHP) eingetragen (Stand 26. November 2021), das Leon County Courthouse and Jails.

## Demografische Daten

Alterspyramide des Leon Countys (Stand: 2000)

Nach der Volkszählung im Jahr 2000 lebten im Leon County 15.335 Menschen in 6.189 Haushalten und 4.511 Familien. Die Bevölkerungsdichte betrug 6 Einwohner pro Quadratkilometer. Ethnisch betrachtet setzte sich die Bevölkerung zusammen aus 83,53 Prozent Weißen, 10,39 Prozent Afroamerikanern, 0,34 Prozent amerikanischen Ureinwohnern, 0,18 Prozent Asiaten, 0,01 Prozent Bewohnern aus dem pazifischen Inselraum und 4,50 Prozent aus anderen ethnischen Gruppen; 1,06 Prozent stammten von zwei oder mehr Ethnien ab. 7,91 Prozent der Einwohner waren spanischer oder lateinamerikanischer Abstammung.
Von den 6.189 Haushalten hatten 28,2 Prozent Kinder oder Jugendliche, die mit ihnen zusammen lebten. 60,2 Prozent waren verheiratete, zusammenlebende Paare 9,2 Prozent waren allein erziehende Mütter und 27,1 Prozent waren keine Familien. 24,8 Prozent waren Singlehaushalte und in 13,1 Prozent lebten Menschen im Alter von 65 Jahren oder darüber. Die durchschnittliche Haushaltsgröße betrug 2,46 und die durchschnittliche Familiengröße betrug 2,92 Personen.
24,3 Prozent der Bevölkerung war unter 18 Jahre alt, 6,7 Prozent zwischen 18 und 24, 23,4 Prozent zwischen 25 und 44, 25,6 Prozent zwischen 45 und 64 und 20,0 Prozent waren 65 Jahre alt oder älter. Das Medianalter betrug 42 Jahre. Auf 100 weibliche Personen kamen 96,4 männliche Personen und auf 100 Frauen im Alter von 18 Jahren oder darüber kamen 92,7 Männer.
Das jährliche Durchschnittseinkommen eines Haushalts betrug 30.981 USD, das Durchschnittseinkommen einer Familie betrug 38.029 USD. Männer hatten ein Durchschnittseinkommen von 32.036 USD, Frauen 19.607 USD. Das Prokopfeinkommen betrug 17.599 USD. 12,6 Prozent der Familien und 15,6 Prozent der Einwohner lebten unterhalb der Armutsgrenze.

## Städte und Gemeinden
- Buffalo
- Butler
- Centerview
- Centerville
- Concord
- Davisville
- Flo
- Flynn
- Guys Store
- Hilltop Lakes
- Jewett
- Keechi
- Lanely
- Leona
- Marquez
- Middleton
- Newby
- Normangee
- Oakwood
- Red Lake
- Robbins
- Vanetia